# A Confraria
A Confraria  (The Brethren, em inglês, no original) é um thriller jurídico do escritor norte-americano John Grisham publicado inicialmente em 2000.
Em A Confraria, Grisham reelabora um esquema de chantagem e extorsão de dinheiro a gays masculinos, esquema montado por um grupo de condenados a cumprir pena no interior de uma prisão. Como ele refere na fase inicial do livro:
«Antes da sua prisão, Spicer [personagem] tinha ouvido histórias sobre o "golpe Angola", assim apelidado devido à infame Louisiana State Penitentiary. Alguns detidos aperfeiçoaram lá um esquema de extorsão a gays, e antes de terem sido apanhados tinham extorquido às suas vítimas cerca de $700.000».

## Resumo
Três ex-juízes (conhecidos como a "Irmandade", ou a "Confraria") que estão presos em Trumble, uma prisão de segurança mínima fictícia localizada no norte da Flórida, desenvolvem lá dentro um esquema fraudulento para enganar e explorar homens gays ricos que ainda não explicitaram a sua opção sexual. Nenhum dos três é gay, mas escrevem cartas como sendo jovens gays vulneráveis, tendo criado eles próprios duas personagens, Ricky e Percy, que se encontram a fazer terapia em clínicas em ambiente de reclusão. Nas cartas, como isco, anexam fotos atraentes de homens jovens que não têm nada a ver com eles. Primeiro desenvolvem amizade e mais tarde começam a pedir ajuda financeira a alguns dos que caem na rede. Em alguns casos de homens ricos, extorquem dinheiro na base da chantagem de tornar pública a orientação deles.
Com a ajuda do advogado deles, Trevor Carson, transferem o dinheiro obtido ilegalmente para uma conta bancária secreta nas Bahamas. O advogado fica com um terço do saque, empregando detectives particulares para investigar quem são os homens que caem na rede e que numa primeira fase se apresentam sob pseudónimo e que dão como endereço caixas anónimas de estações de correio. Esta actividade ilegal substitui a actividade legal normal do advogado que mal dava para as despesas.
Entretanto, Teddy Maynard, o implacável, doente e prestes a aposentar-se diretor da CIA, está a orquestrar um esquema para influenciar a eleição presidencial dos Estados Unidos. Dos congressistas em actividade, Maynard escolheu Aaron Lake, de que não se conhecem manchas que pudessem prejudicar a sua eventual campanha eleitoral, e propõe-lhe o apoio financeiro para se lançar na campanha para ser nomeado pelo Partido Republicano, desde que aceite executar um programa de duplicação de gastos militares. O diretor da CIA que está determinado a eleger Lake é completamente implacável, ao ponto de não tentar evitar um atentado terrorista de que recebe informação, atentado sobre a embaixada dos EUA no Cairo de que resultará a morte de 80 norte-americanos, a fim de criar a atmosfera pública propícia para a eleição de um candidato orientado principalmente para defesa.
Sem o saber, a Irmandade "pesca" o candidato de Teddy a Presidente. Lake é viúvo e tem amigas, mas também tem um lado gay secreto que passou despercebido à CIA quando o investigou. Quando descobre, a CIA esforça-se para impedir que os três juízes e o advogado deles descubram o que fizeram. Mas a Irmandade acaba por saber, o que leva Teddy a desenvolver manobras encobertas para evitar que seja exposto o segredo do seu candidato. Enquanto isso, o diretor da CIA, ansioso para se desfazer das últimas pontas do envolvimento gay do seu candidato, obriga Lake a comprometer-se a casar tendo-lhe imposto uma das suas assistentes de campanha.
A Irmandade perde a confiança em Trevor e despedem-no de seu advogado. Este consegue fugir inicialmente à vigilância da CIA mas acaba por ser morto numa ilha das Caraíbas. Entretanto a CIA planta um agente dentro de Trumble, fingindo-se de preso, que serve de intermediário com os três juízes, chegando ambas as partes a um acordo, sendo os juízes perdoados pelo presidente cessante por insistência de Maynard e recebendo uma choruda compensação. Os juízes deixam o país e viajam pela Europa, tentando mais tarde reiniciar o mesmo golpe com o mesmo anúncio de armadilha.

## Enquadramento
No livro, o presidente cessante não é nomeado, mas é mencionado como um democrata, no último ano de seu segundo mandato, cujo vice-presidente irá concorrer às próximas eleições, enquadramento que se encaixa na situação do presidente Bill Clinton que está a concluir o mandato na época da escrita do livro. Outro enquadramento importante do livro é a situação na Rússia, e justificação para os actos drásticos do diretor da CIA que está muito preocupado com o novo homem forte russo que está a ganhar poder e a tentar restaurar a posição internacional da Rússia, reacendendo a Guerra Fria. O livro foi escrito na época em que Vladimir Putin se lançava na conquista do poder na Rússia, embora tenha ganho eleições, enquanto o líder russo fictício de Grisham recorre a um golpe militar.
Na década de 1980, Kirksey Nix e apaniguados perpetraram o golpe designado por "Angola Lonely Hearts" a partir do interior da Louisiana State Penitentiary onde estava preso. Enquanto cumpria uma sentença de prisão perpétua por homicídio na Louisiana State Penitentiary, Nix construiu um gangue criminoso com o qual esperava ganhar dinheiro suficiente para comprar a sua libertação. Embora se tenha envolvido em fraudes de seguros e tráfico de drogas, o principal esquema para ganhar dinheiro foi a fraude dos «corações solitários» destinada a estorquir dinheiro a gays. Nix e o seu gangue publicavam anúncios pessoais em revistas nacionais de temática gay. Aos homens que respondiam a esses anúncios, Nix ou um de seus associados indicava que estava com dificuldades financeiras e pedia aos que respondiam para transferirem dinheiro para um apaniguado de Nix fora da prisão. Nix obteve centenas de milhares de dólares com este esquema fraudulento.
A Louisiana State Penitentiary é conhecida por Angola (tendo também a alcunha de "Alcatraz do Sul" e "a Quinta") sendo uma prisão de segurança máxima no estilo de quinta agrícola no estado do Louisiana. A alcunha "Angola" da prisão deriva da anterior plantação que ocupava o território onde está instalada a prisão, tendo o nome da plantação derivado por sua vez do país de origem de muitos dos escravos levados para o Louisiana.

## Nota
- Este artigo foi inicialmente traduzido, total ou parcialmente, do artigo da Wikipédia em inglês cujo título é «The Brethren (novel)».